# クローンベルク・イム・タウヌス

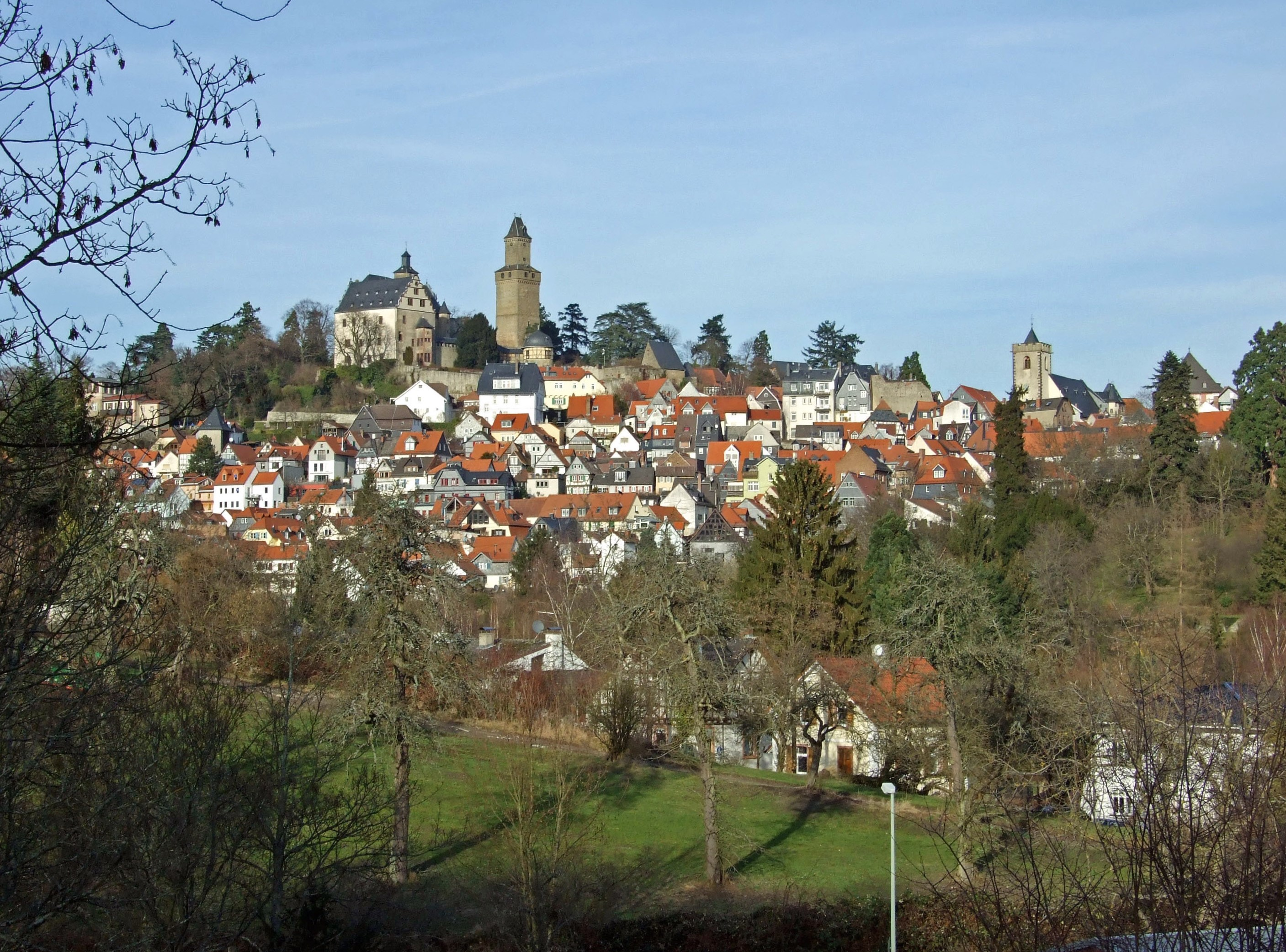
クローンベルク旧市街

クローンベルク・イム・タウヌス（ドイツ語: Kronberg im Taunus, [ˈkroːnbɛrk ɪm ɪm ˈta‿unʊs]、1933年10月17日までは Cronberg と表記された）は、ドイツ連邦共和国ヘッセン州ダルムシュタット行政管区に属すホーホタウヌス郡の市である。州指定のルフトクアオルト（空気の清浄な保養地）であるこの街は、ライン＝マイン地方の人口集積地であるフランクフルト都市圏の一部である。都市名は、1220年から1704年までクローンベルク騎士家の主城であったクローンベルク城に由来する。
フォルダータウヌス、特にクローンベルクと隣接するケーニヒシュタイン・イム・タウヌスとは邸宅が建ち並ぶ高級住宅地として知られている。クローンベルクはドイツで3番目に裕福な自治体と見なされている。さらにクローンベルク・イム・タウヌス市は2007年の平均購買力インデックスが連邦平均の 179 % を示した。この値は連邦全体のトップクラスの数値である。

## 地理

### 隣接する市町村
クローンベルクは、西はケーニヒシュタイン、北と東はオーバーウルゼル、南東はシュタインバッハ（以上いずれもホーホタウヌス郡）、南はエシュボルンおよびシュヴァルバッハ（ともにマイン＝タウヌス郡）と境を接している。

### 市の構成
クローンベルク・イム・タウヌス市は3つの市区で構成されている: クローンベルク（7,834人）、オーバーヘーヒシュタット（6,304人）、シェーンベルク（3,616人）である（人口は2016年12月31日現在）。

### 街の姿
クローンベルクはタウヌス山地の麓に位置し、北、西、東を森で囲まれている。クローンベルク城と13世紀から16世紀の本市で最も古い建築であるフライ塔（ベルクフリート）を有する保存状態の良い旧市街の他に、「ヘルホーフ」（クローンベルク家が建設した貴族館で、1424年に初めて記録されている。現在一部がギャラリーに改築されている）、「レセプトゥールホーフ」（マインツ選帝侯領の行政施設）、1440年に建造された福音主義の聖ヨハン教会、フリードリヒスホーフ城館に改築された1758年建造の「闘争教会」（1889年から1893年まで城館として用いられた。1954年以降はクローンベルク城館ホテル）、ヴィクトリアパーク、栗林、果樹園、クローンタール水源公園内のクローンタール鉱泉が見所である。
クローンベルクは、1966年6月28日から州指定のルフトクアルト（空気の清浄な保養地）となっている。

## 歴史

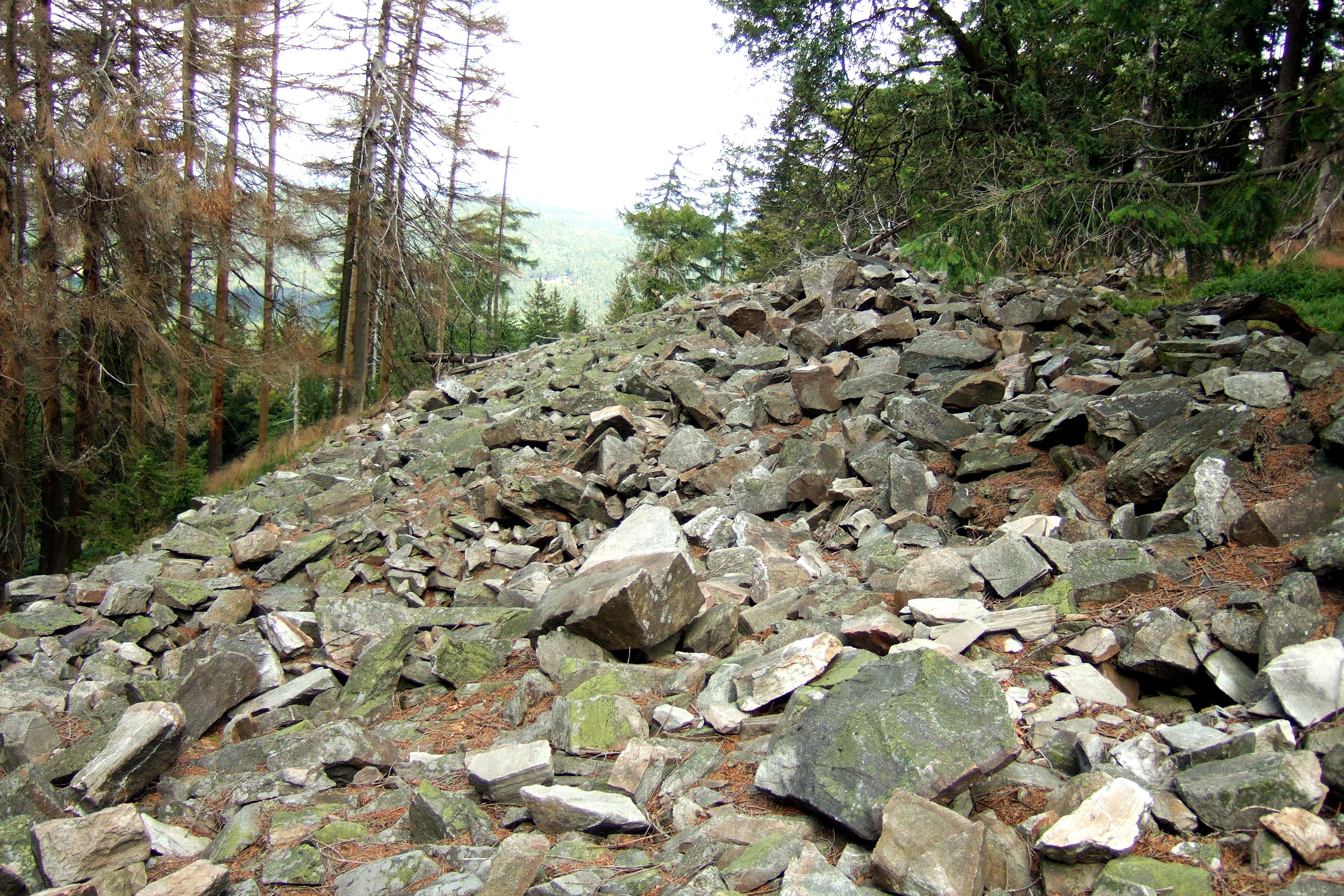
アルトケーニヒの環状土塁跡

クローンベルク周辺の古代集落跡から様々な出土品が現れている。アルトケーニヒ（海抜 798 m）には紀元前400年頃、ラ＝テーヌ時代初期の環状土塁がある。カロリング朝時代にはすでに、ヒューナーベルクに環状土塁などの防衛施設が設けられていた。
782年8月24日のロルシュ文書に Heichsteter marca（ニーダーヘーヒシュタットおよびオーバーヘーヒシュタット）が初めて記録されている。

### 1220年 - 1704年
1220年頃（ゲルト・シュトリックハウゼンによれば12世紀中頃）にクローンベルク城が建設されたことで、すでにエッシュボルンにモットを所有していた Ritter von Askenburne（エッシュボルン騎士家）は分裂した。「フリューゲル家」は1250年頃にクローンベルクに入城し、これにちなんで「クローンベルク家」を称した（この家系は1617年10月8日にヨハン・エーバーハルトの死によって断絶した）。「フォン・エッシュボルン」という名称は史料には現れない。
1330年4月25日、ハルトムート・フォン・クローンベルクとヴァルター・フォン・クローンベルクは城山の斜面の小さな集落に対する最初の限定的な都市権を皇帝ルートヴィヒ4世によって与えられた。1367年3月31日、皇帝カール4世はウルリヒにクローンベルク開墾地の市場開催権と重罪刑事裁判権を授けた。

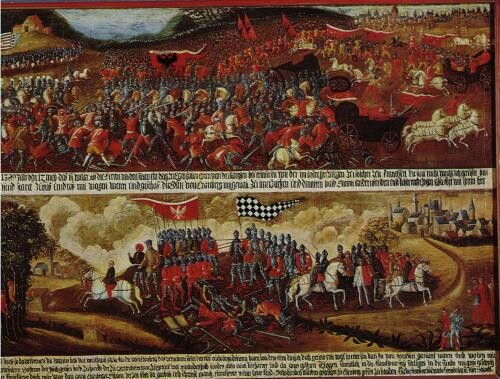
1389年のエシュボルンの戦い

1389年、クローンベルク騎士家はハットシュタイン家およびライフェンベルク家とともにフランクフルト市に対していわゆるクローンベルガー・フェーデを宣言した。5月13日大動員されたフランクフルト兵がクローンベルク城に出兵した。ハーナウ軍とプファルツ選帝侯軍がクローンベルクを救援するためにこれを包囲した。5月14日の「エッシュボルンの戦い」でフランクフルトが敗れ、600人以上が捕虜となったが、この中には貴族の参事会員や強制的に動員されたツンフト会員（肉屋、鍵屋、靴屋、パン屋）もいた。リムブルク年代記は以下のように記している。「小さな群れが大きな群れを打ち倒した。これは奇跡じゃない。大きな群れは逃げだし小競り合い。おお、フランクフルト! フランクフルト! この戦いを記憶に刻め!」
1389年8月22日の交渉で、当時としては法外な額の身代金 73,000グルデンでフランクフルトとの戦いを終結させた。フランクフルトはこの支払いに約120年間苦しみ、「フランクフルター・ラントヴェール」（国境防衛施設）の建設を始めた。しかしその後すぐに和平協定が結ばれ（1391年）、クローンベルクとの同盟が模索された。1394年にフランクフルト議会はハルトムート・フォン・クローンベルクを2年間ボナメスの吏官に任命した。1395年にヨハン・フォン・クローンベルクは詳細な同盟条約を策定した。そこではクローンベルクがフランクフルト市民とそのメッセを護る義務を負うとされていた。最終的には1398年に条約が結ばれた。この書状は、現存するドイツ最古の保護条約文書とされている。1390年に、現在はノイシュタット（新市街）と呼ばれている、第2の市壁が建設された。

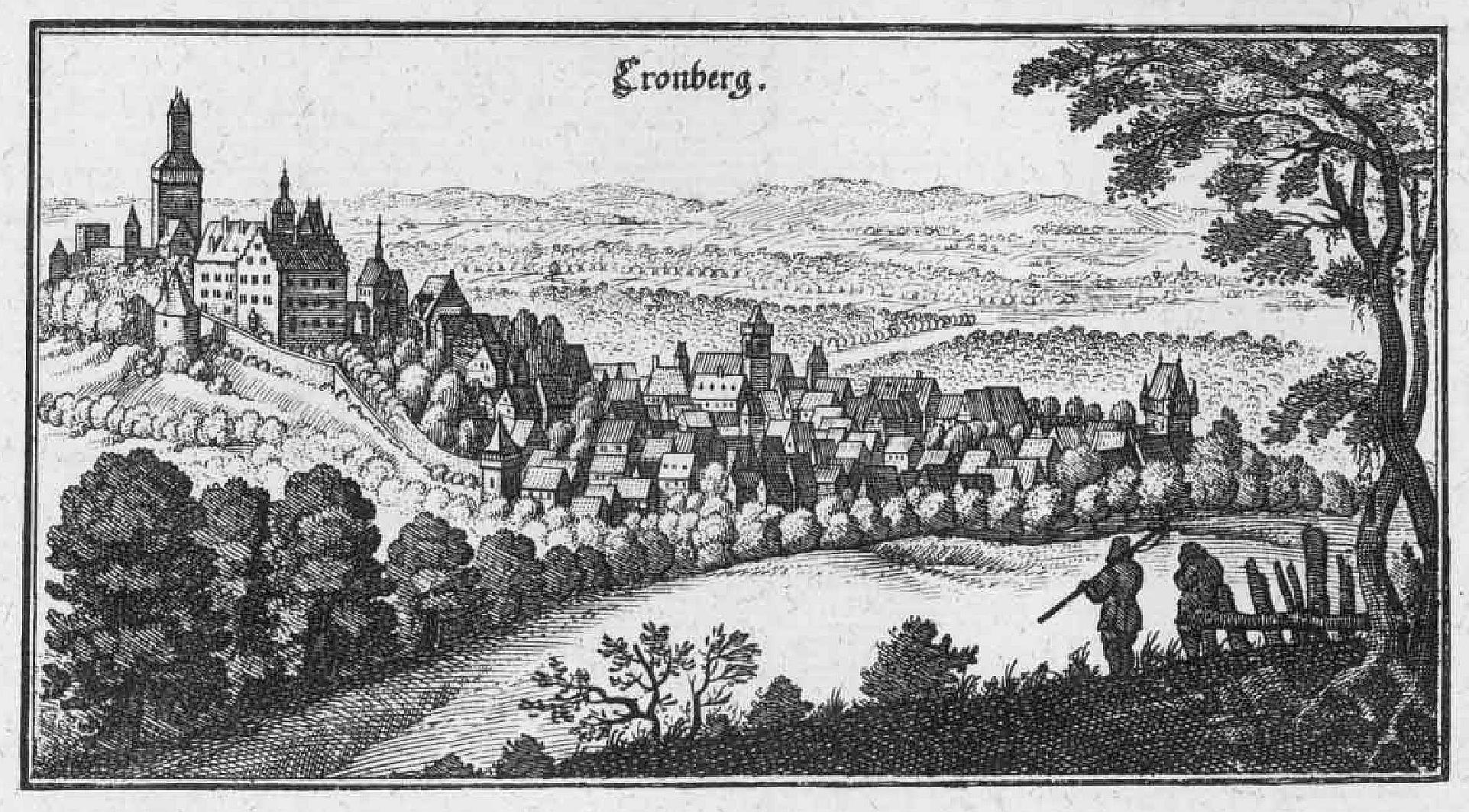
1655年のマテウス・メーリアンの銅版画に描かれたクローンベルク

ハルトムート12世フォン・クローンベルクが、いとこのフランツ・フォン・ジッキンゲンによるトリーアおよびヴォルムス攻撃を援助していたため、1522年トリーア大司教リヒャルト・フォン・グライフェンクラウ・ツー・フォルラーツ、ルートヴィヒ・フォン・デア・プファルツ、ヘッセン方伯フィリップはクローンベルクの街と城を包囲し、無条件降伏を引き出した。ハルトムートは逃亡した。しかしクローンベルクは帝国レーエンであったためフィリップは、ルター派教会の守護権を分割する条件で、1541年に城と街をハルトムートに返還しなければならなかった。この守護権はヘッセン＝ダルムシュタット方伯によって17世紀および18世紀にその有効性が確認された。後の1626年から1649年の対抗宗教改革や教会の脱宗派、1737年から1768年の共同教会化後も有効とされたのである。
「古い伝統を誇るクローンベルク家の最後の成員」は、1704年に子をなさずに「神の祝福をうけ眠るヨハン・ニクラス・フォン・ウント・ツー・クローンベルク、イーベン、ローデンベルク、ホレンフェルス、アルテンバンベルクの領主」と墓碑銘に刻まれている。伯位に昇格した後継者はアールタールを見おろすホーレンフェルス城（現在のハーンシュテッテン）で亡くなった。クローンベルクとシェーンベルク、ニーダーヘーヒシュタット、エッシュボルンは帝国レーエンとしてマインツ選帝侯に授けられた。

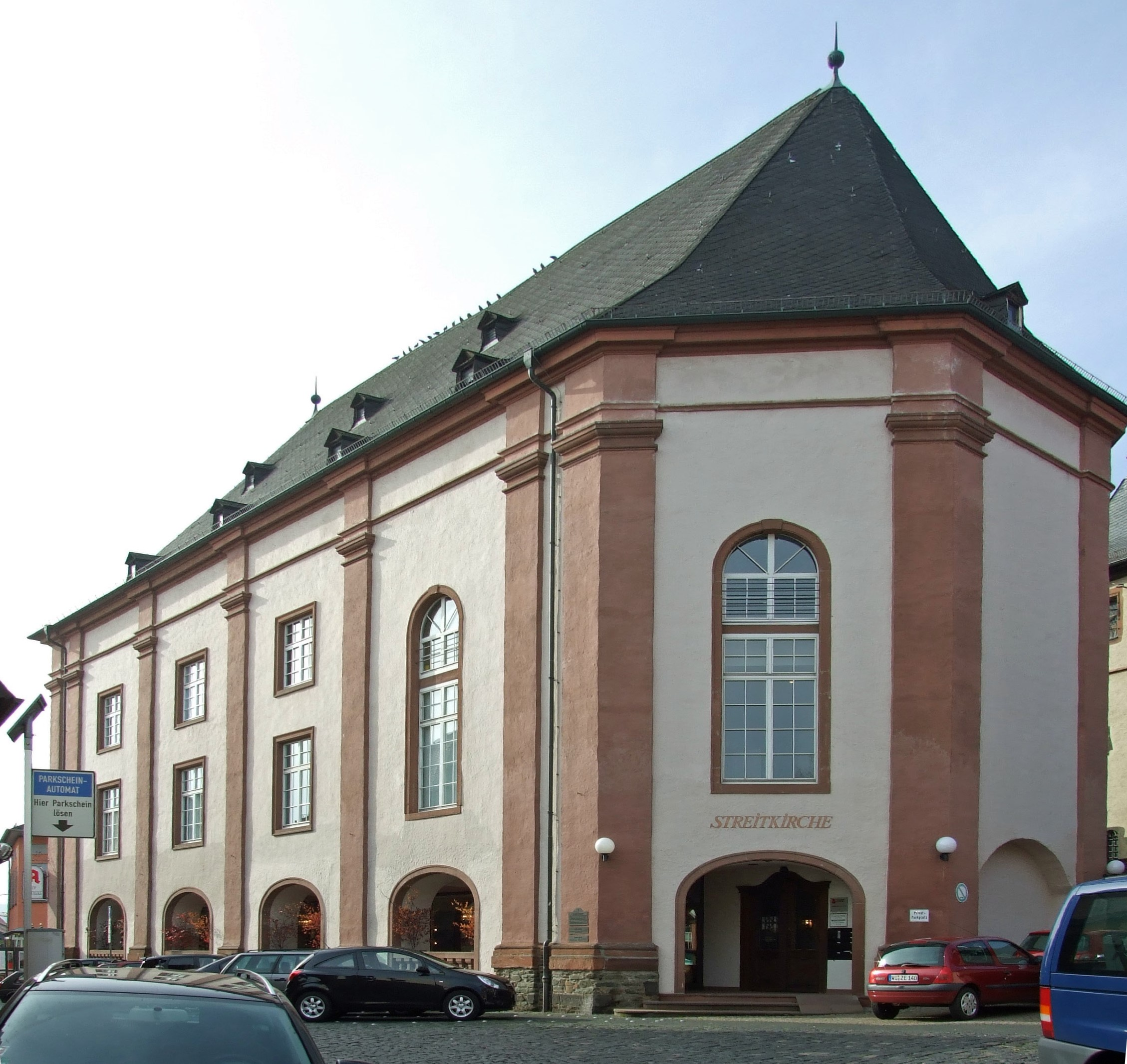
闘争教会

### 1704年 - 1866年
マインツ選帝侯はクローンベルクの領主権をアムト・クローンベルクとして行使した。マインツ選帝侯時代に福音主義信者の住民の多くがマインツに宗教的な苦難について訴えている。クローンベルクの教会闘争とも呼ばれるこの対立は、現在「闘争教会」と呼ばれる建物の建設を機にエスカレートした。この建物は1758年にカトリック教会として福音主義聖ヨハン教会の隣に計画された。これが福音主義住民の抵抗を引き起こした。この抵抗運動はレーゲンスブルクでの帝国会議まで継続したが、数年後に建設が聞き届けられた。建設工事は完成せず、鐘楼は再び破壊された。この建物は1768年から世俗目的に利用された（薬局、旅館、現在はクローンベルク芸術家コロニー美術館）。
1801年のリュネヴィルの和約によりマインツ選帝侯は世俗所領を失った。これには帝国レーエンのクローンベルクも含まれた。1802年にナッサウ＝ウージンゲン侯がこれを占領し、1803年に公式に認定された。1813年にナッサウの命令により市壁の大部分、アイヒェン門を除く塔や門が解体された。1866年の普墺戦争では、ナッサウ公は住民たちの意に反してオーストリアに味方し、その結果領土をプロイセンに献上することとなった。
1862年、クローンベルク国民銀行の前身であるフォアシュスフェライン・クローンベルク & ウムゲブングが設立された。

### 1866年 - 1945年
ナッサウのアムト・ケーニヒシュタイン、アムト・ウージンゲン、ホムブルクは、1867年にプロイセンによってオーバータウヌス郡に統合され、1868年には新設されたヘッセン＝ナッサウ州ヴィースバーデン管区編入された。
19世紀中頃に裕福な工場主、商人、銀行家がフランクフルトのすぐ隣に位置する牧歌的で気候の良いタウヌス地方の小都市に着目し、クローンベルクやシェーンベルクに邸宅や夏の別荘を建設した。アントン・ブルガーやヤーコブ・フュルヒテゴット・ディールマンといった芸術家も1850年頃からクローンベルクに移り住み、クローンベルク芸術家コロニーが形成された。このコロニーは第二次世界大戦後まで存続していた。クローンベルクの画家の作品のいくつかは闘争教会内の美術館に展示されている。

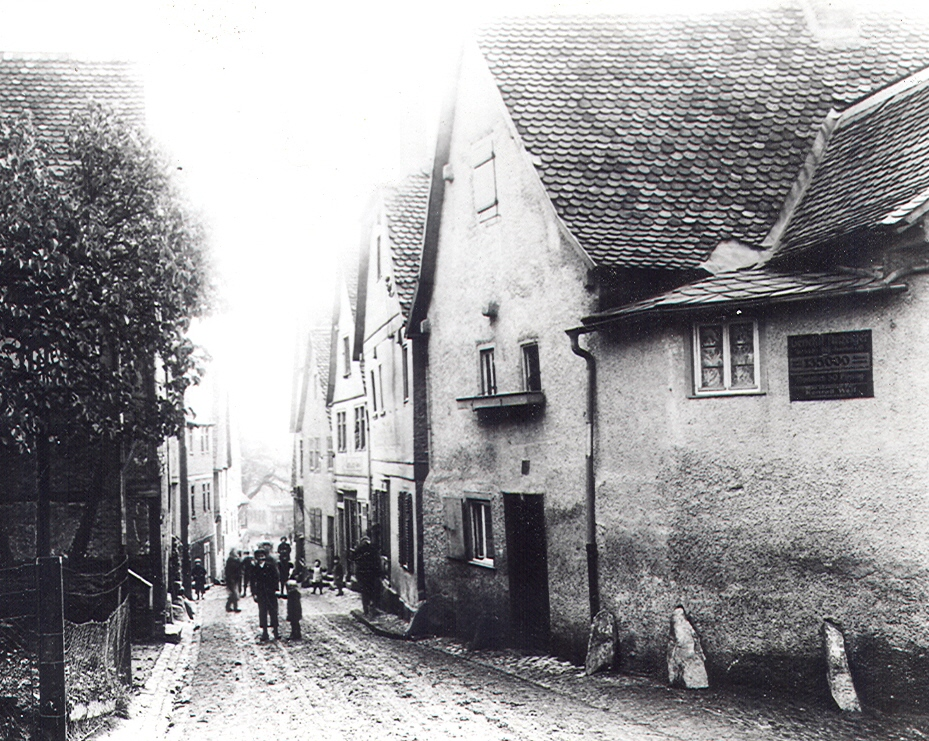
1900年頃のクローンベルク、ハウプト通り

それまで小農と職人による村落風の小都市だったこの街は、プロイセン時代に、鉄道フランクフルト＝レーデルハイム - クローンベルク線の建設（1874年11月1日開通）やフリードリヒ皇妃でヴィルヘルム2世の母親ヴィクトリアの隠居所フリードリヒスホーフ城（1889年 - 1894年）が設けられたことで、重要性を獲得した。フリードリヒスホーフ城館にヨーロッパの貴顕たちが足繁く訪れたことで、駅の敷地内に「皇帝の待合室」が建設されたが、1930年頃に破壊された。
1891年に皇帝ヴィルヘルムはクローンベルク城をプロイセン政府から買い上げ、母親へのプレゼントにした。この城は1892年から1901年にルイ・ヤコービとの共同作業で贅沢に改築されていった。
1892年、クローンベルク市に電気を供給するために発電機が取り付けられた走行可能なトラクションエンジンがジーメンス&ハルスケによってクローンタールに設置された。数年後この車輌はバート・ゾーデンの現在のMKWの敷地に移され、ここで予備機として利用された。
1918年から1928年までクローンベルクは、フランス統治時代に形成された行政体であるケーニヒシュタイン郡に属したが、この郡は1928年に再び廃止され、オーバータウヌス郡に編入された。
1933年10月17日、内務大臣によりクローンベルクのスペルが Cronberg から Kronberg に変更された。これは "C" による綴りが国家社会主義者によって「非ドイツ的」と見なされたためであった。1933年12月23日に最後の都市運営会議が開催され、運営責任者であるマギストラートと都市運営会議が廃止された。これ以後は、郡長から指名された市長でNSDAP都市グループ指導者のヴィルヘルム・シャウプが唯一の市の代表者となり、数人の「ラーツヘル」（中世都市の市参事会員を指す呼称）が補佐として付き従った。
現在フィデリティー・インヴェストメントの本社となっているヴィラ・ムンに、1936年にNSDAPによるガウ教育施設、1940年からは予備野戦病院が設けられた。1943年11月18日から19日かけての夜間になされた焼夷弾攻撃によって城内礼拝堂が大きな被害を受けた。小屋組みは後に半分だけ復元された。1945年3月29日クローンベルクはアメリカ軍第3軍に無戦闘で占領された。クローンベルクとその現在の市域は第二次世界大戦で約400人を失った。6人のユダヤ系住民が牢獄または強制収容所で亡くなった。

### 1945年以後
第二次世界大戦後クローンベルクはアメリカ占領政府統治下に置かれ、クアヘッセン、アメリカ管理地区ナッサウ部分、ヘッセン人民国のライン川右岸地区から形成されたグロース＝ヘッセン、現在のヘッセン州に属した。

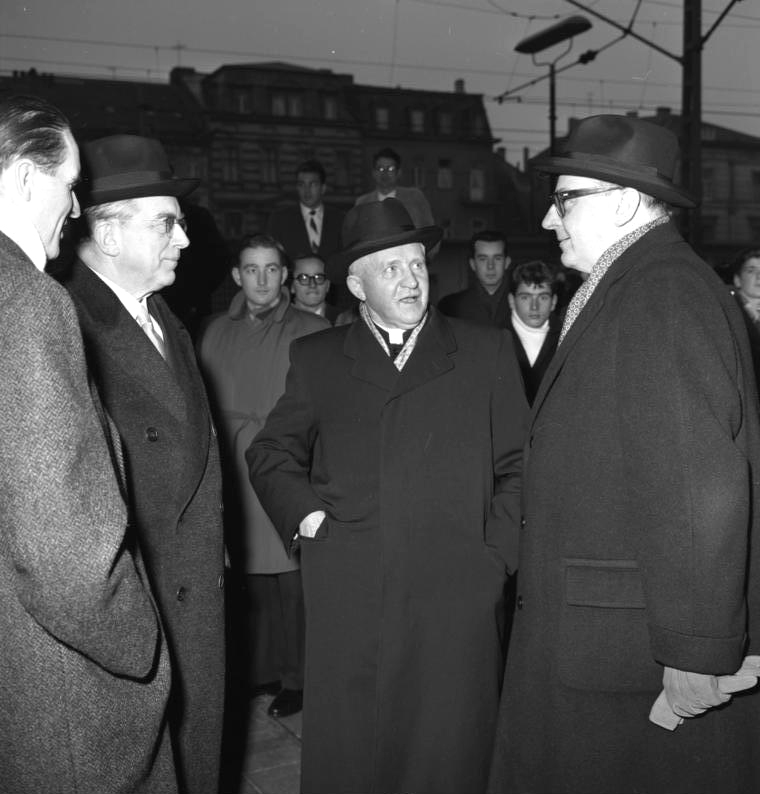
アロシウス・ミュンヒ（中央の人物）

1946年、教皇ピウス12世によるドイツの難民のための教皇使節はクローンベルクに移動した。教皇使節訪問と行事のリーダーは、ノース・ダコタ州のファーゴ司教でドイツ出身のアロイシウス・ミュンヒであった。彼の司牧任務には、東欧からの難民や被追放者の魂の救済が含まれていた。彼は、1949年の夏までに貨物車輌約950台で教皇庁からの救援物資をクローンベルクからドイツ全土に輸送するよう組織した。彼はアメリカ政府からも支援されていた。クローンベルクで活動に取りかかる前から彼は、ドイツのアメリカ軍政府の宗教的事項に関する連絡代表者という辞令をアメリカ陸軍大臣ロバート・ポーター・パターソンから受けていた。ミュンヒはその人脈で、破壊されたドイツに対するかなりの額の寄付を仲介した。ドイツ連邦共和国成立後、クローンベルクの教皇使節は1951年に解散した。ミュンヒはこれに先立ち1950年10月28日にヨハネ23世によって大司教兼ローマ教皇庁駐ドイツ連邦共和国大使に任命された。彼は1951年3月9日にバート・ゴーデスベルクに着任した。
暗号名「アーティチョーク作戦」の下、CIAは1950年代にシュスター邸（後のヴァルトホーフ邸、現在は保護文化財に指定されている）で、おそらく洗脳、薬物、催眠、拷問を含むスパイ活動を開始した。クローンベルクは、2010年に市の会計責任者が合計28万ユーロを横領した容疑で、法廷で釈明なければならなかった事件で全国的に知られた。彼は2011年に有罪判決が確定し、3年9か月の自由刑が課せられた。

### 市町村合併
ヘッセン州の地域再編に伴い、州政府は1972年4月1日にクローンベルク (タウヌス) 市とオーバーヘーヒシュタット/タウヌスおよびシェーンベルク (タウヌス) と合併し、クローンベルク/タウヌス市を創設した。クローンベルク地区、シェーンベルク地区、オーバーヘーヒシュタット地区は、基本条例に基づき、地区議会と地区長を有する行政地区を形成している。行政地区の教会はかつての市町村境が用いられている。
1977年1月1日、本市は公式にクローンベルク・イム・タウヌス市に改名した。

## 住民

### 宗教

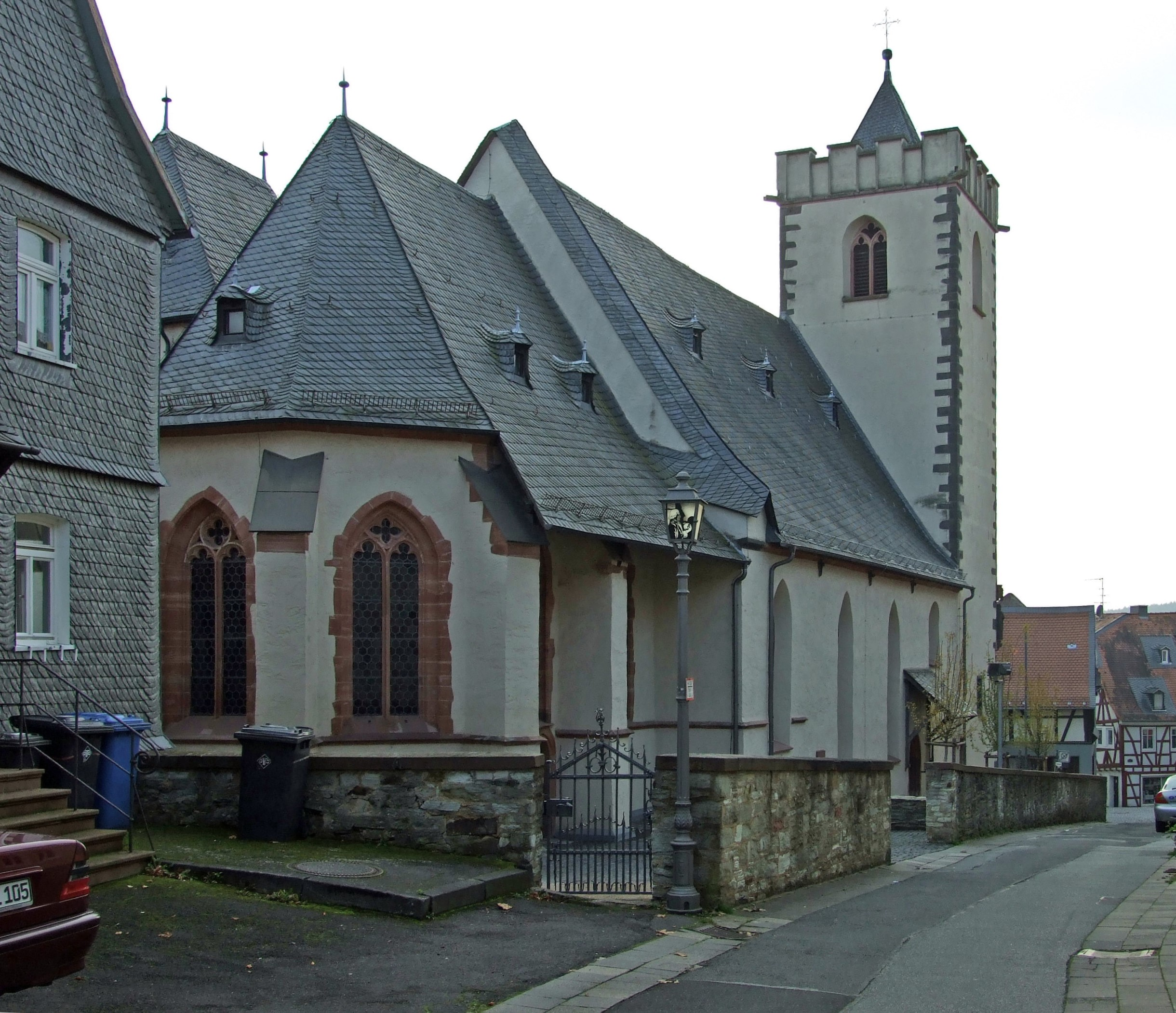
クローンベルクの福音主義市教会

#### 教会
- 福音主義市教会聖ヨハン教会
- カトリック教会カトリック聖ペーターおよびパウル教会
- カトリック聖アルバヌス教会、シェーンベルク
- カトリック聖フィトゥス教会、オーバーヘーヒシュタット
- 福音主義教会、オーバーヘーヒシュタット
- 福音主義マルクス教会、シェーンベルク
- 新使徒派教会（ドイツ語版、英語版）

## 行政

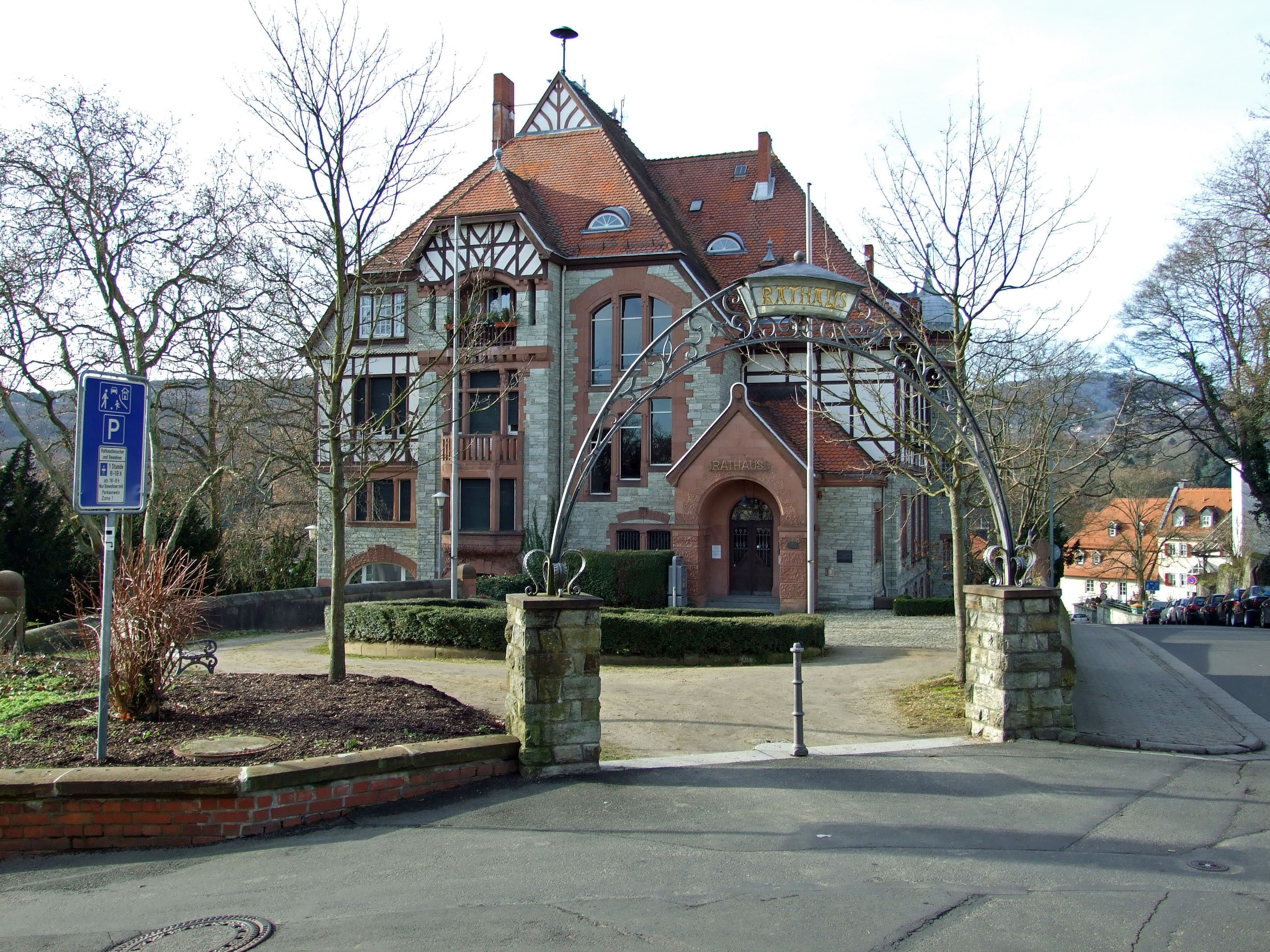
クローンベルク・イム・タウヌス市庁舎（ヴィラ・ボン）

### 市議会
クローンベルク・イム・タウヌス市の市議会は33議席で構成されている。

### 首長
市町村合併後の市長を列記する。
- 1971年 - 1990年: ルドルフ・メラー (CDU)
- 1990年 - 2008年: ヴィルヘルム・クレース (SPD)
- 2008年 - 2020年: クラウス E. テンメン（無所属）
- 2020年 - : クリストフ・ケーニヒ (SPD) 無所属として市長選に勝利した[14]。

### 紋章
図柄: 上下二分割。上部はさらに銀と赤に交互に上下四分割。下部は銀地で3 - 2 - 1 に配置された青い小さな鉄兜
解説: この紋章は1907年にこの形で公式な街の紋章となった（M. ヒルデブラントのデザイン）。1681年の裁判印は同じ盾型の紋章で、その上に冠と、クローネン家を示すクレストとしてモミの毬果状の羽根飾りがつけられている。冠の金色とモミの毬果の黒色の配色も1907年から公式に認められている。クローネンベルクの市の色は赤 - 白 - 青（旗は長辺と並行にこの配色）である。

### 姉妹都市
- ル・ラヴァンドゥー（フランス語版、英語版）（フランス、ヴァール県）1972年9月2日から
- バレンシュテット（ドイツ語版、英語版）（ドイツ、ザクセン＝アンハルト州）1988年10月6日から
- ポルト・レカナーティ（イタリア、マルケ州）1993年9月5日から
- アベリストウィス（イギリス、ケレディジョン）1997年11月1日から

公式な姉妹都市協定は締結されていないが、ドイツ、ラインラント＝プファルツ州のグルデンタールと友好都市関係にある。

## 文化と見所

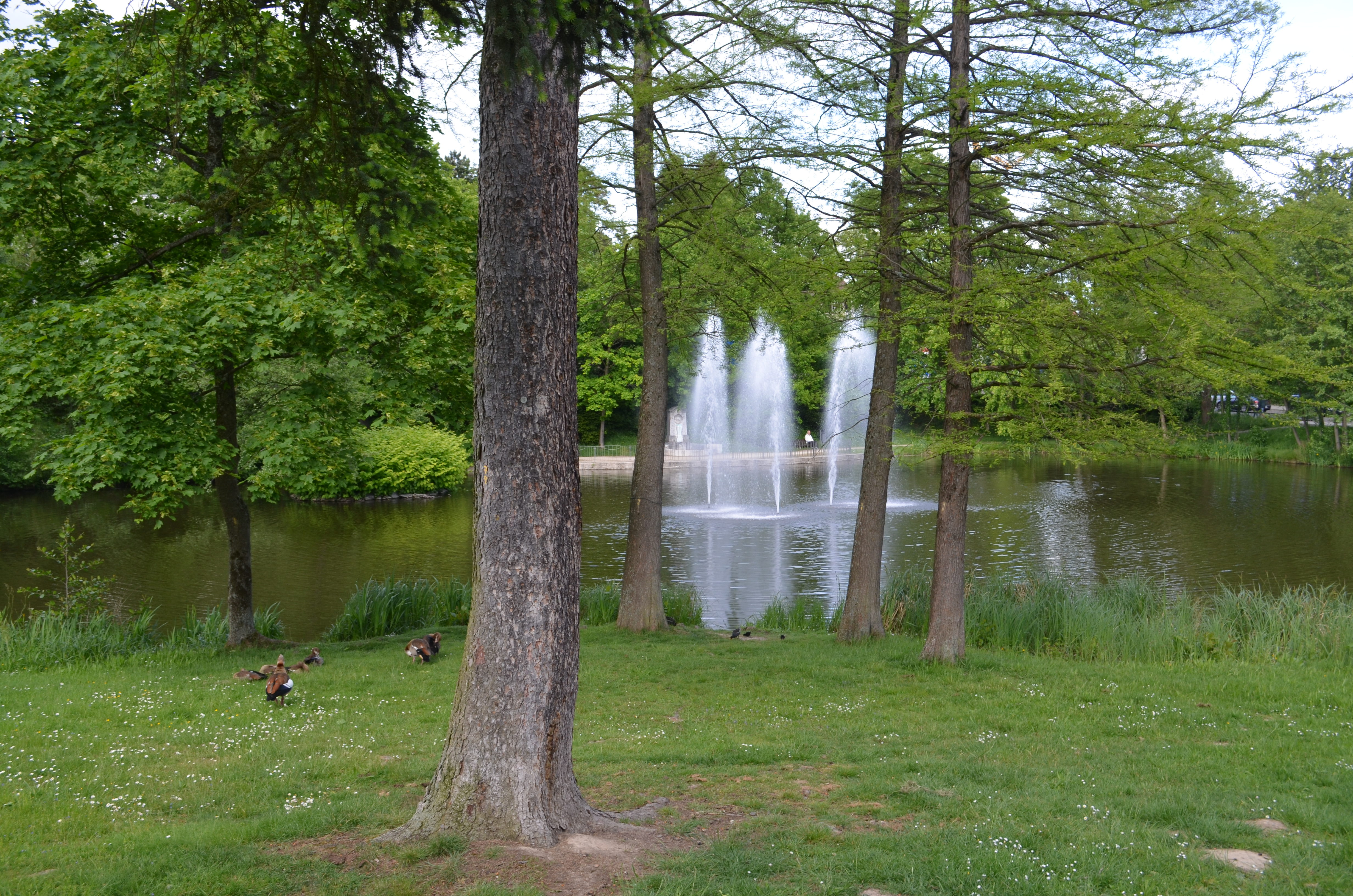
ヴィクトリア公園シラー池の噴水

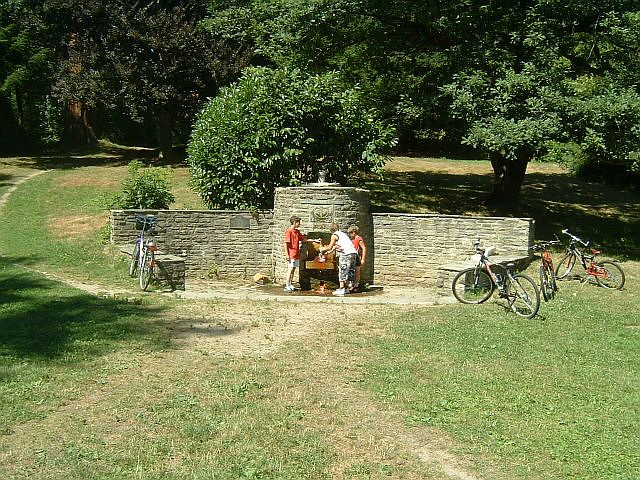
クローンタール水源公園の鉱泉源

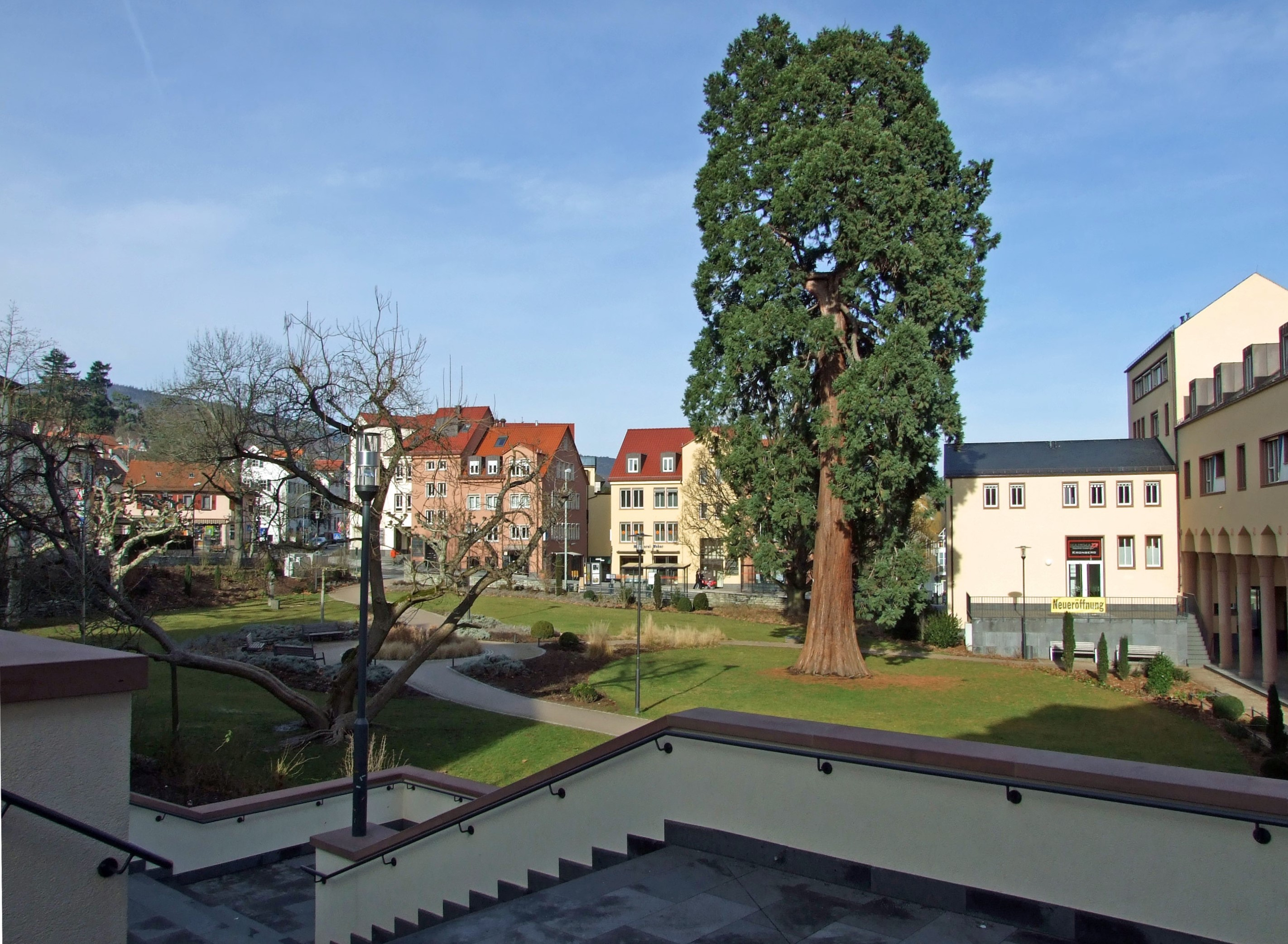
クローンベルクのシュールガルテン

### 公園
- ヴィクトリア公園
- クローンタール水源公園
- シュールガルテン（学校庭園: 植物園）
- アルター・フリートホーフ（旧墓地）

### クラブ、団体
クローンベルク市民は、青年、文化、スポーツ部門で活発なクラブ活動を組織し、運営している。最も古い団体は、1938年創立のクローンベルク射撃会である。

### 年中行事

#### 祭
シュタイン通り周辺の旧市街で開催される最大の市街祭が「テーラー・ケルプ」である。テーラー・ケルプ＝フェライン 1967 の創設以来再び祝われるようになり、毎年7月の第1日曜日後の火曜日と水曜日に開催される。開催日の2日間は、ミス・ベンベルとテーラー代表からなる「テーラー・ペルヒェン」が祭をコントロールする。
その他の祭:
- ダレスフェスト（オーバーヘーヒシュタット）
- ブルンネンフェスト（シェーンベルク）
- オーバーヘーヒシュタットの教会祭
- キュルビス＝フェスティバル（クローンベルク城、10月）
- 国際路上演劇祭

#### マーケット
- 旧市街のノミの市、7月第1日曜日
- 芸術・ワイン市、8月第1週末
- クローンベルク/エア/レーベン、かつての独立クローンベルク・イム・タウヌスの秋祭り、9月の第2週末
- リンゴ市、9月または10月
- 秋の収穫祭、クローンベルク城、10月
- クリスマスマーケット、クローンベルクおよびオーバーヘーヒシュタット
- 中世マーケット、2年に1度、聖霊降臨祭

#### 音楽フェスティバル
- クローンベルク・アカデミー・フェスティバル[17]
- 国際パブロ・カザルス・チェロ・コンクール、2000年、2004年[18]
- クローンベルク・アカデミーの「室内楽は世界をつなぐ」[19]

#### その他のフェスティバル
- リンゼンホフ＝UNICEF財団のシャーフホーフ（不定期）

### 博物館、美術館、ギャラリー
- クローンベルク城博物館[20]
- クローンベルク市歴史博物館[21]

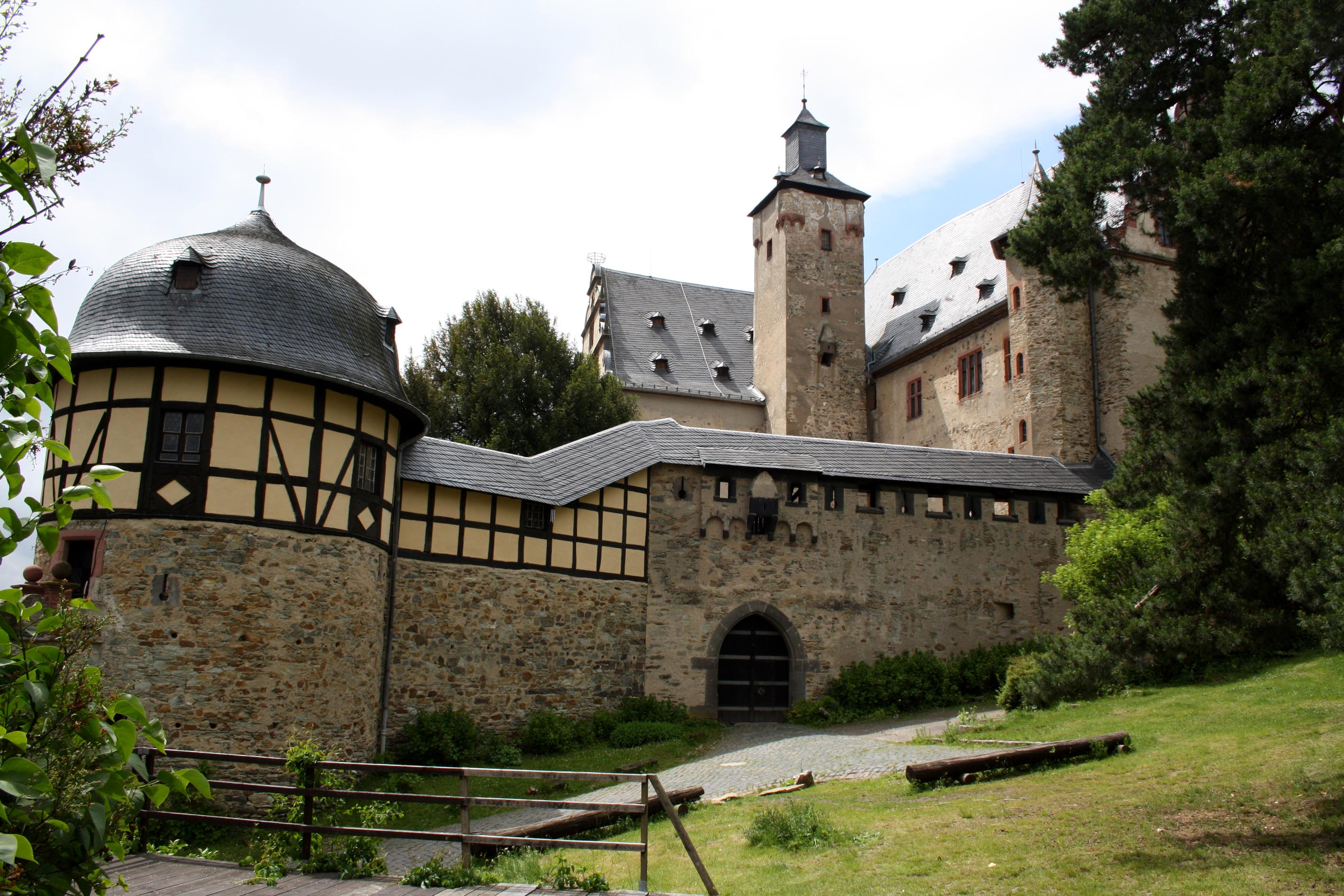
クローンベルク城

- クローンベルク芸術家コロニー美術館、闘争教会[22]
- フリッツ＝ベスト美術館[23]
- ブラウン＝コレクション、ブラウン社[24]
- ギャラリー・オッセンポール
- ヘルホーフ、文化ステージ / 芸術ギャラリー / イベントスペース、食堂や料理学校もある
- ギャラリー・ハナ
- ギャラリー・シュティース
- ギャラリー・ザティラ
- ギャラリー・ハイルクンスト
- アートエクスチェンジ (ArtXchange)
- ヴェッセルス (VESSELS) - 芸術家グループ、国際器芸術のフォーラム
- ミュージアム・ザ・ペターズ

## 経済と社会資本

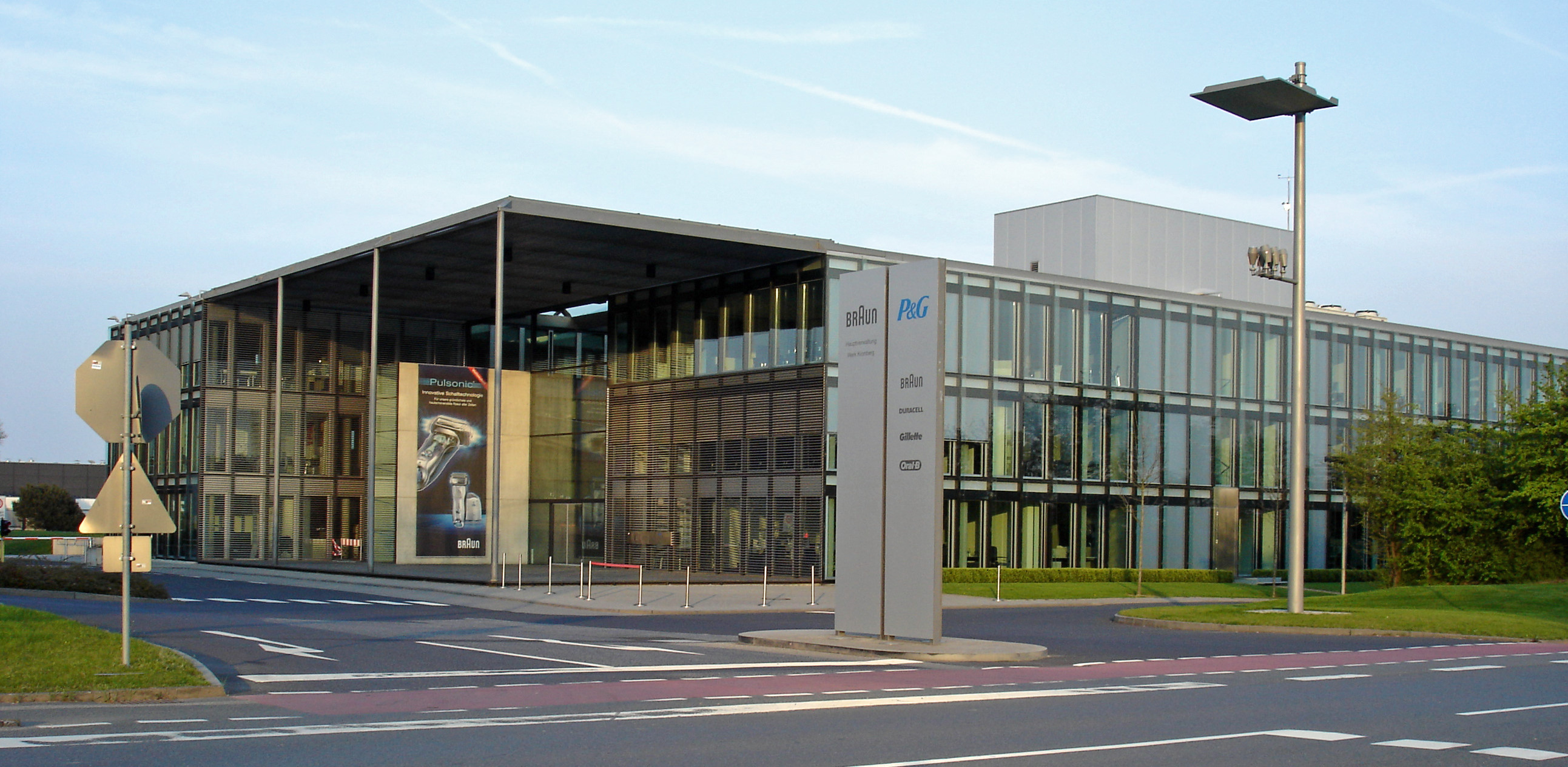
クローンベルク・イム・タウヌスのブラウン本社

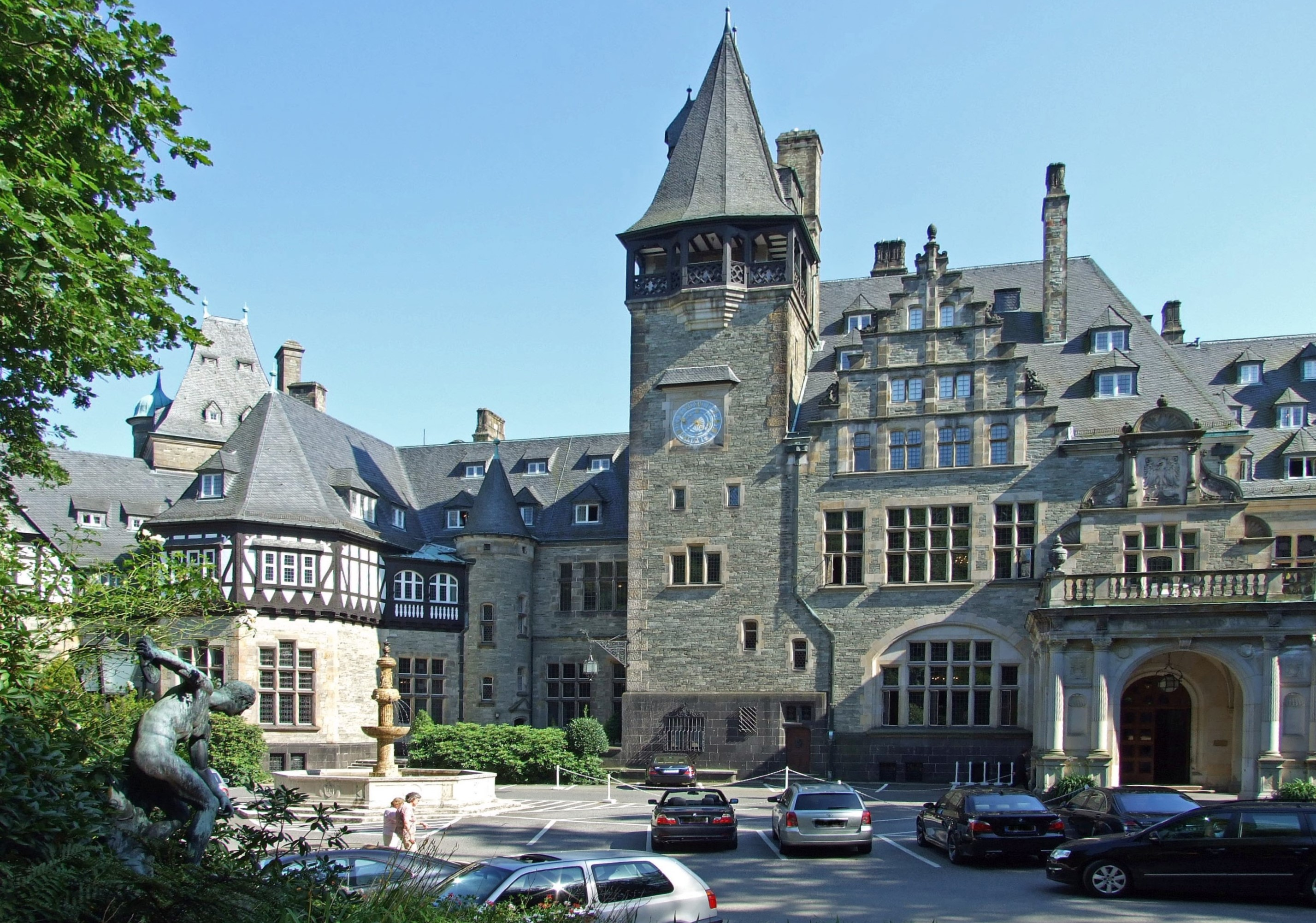
シュロスホテル・クローンベルク

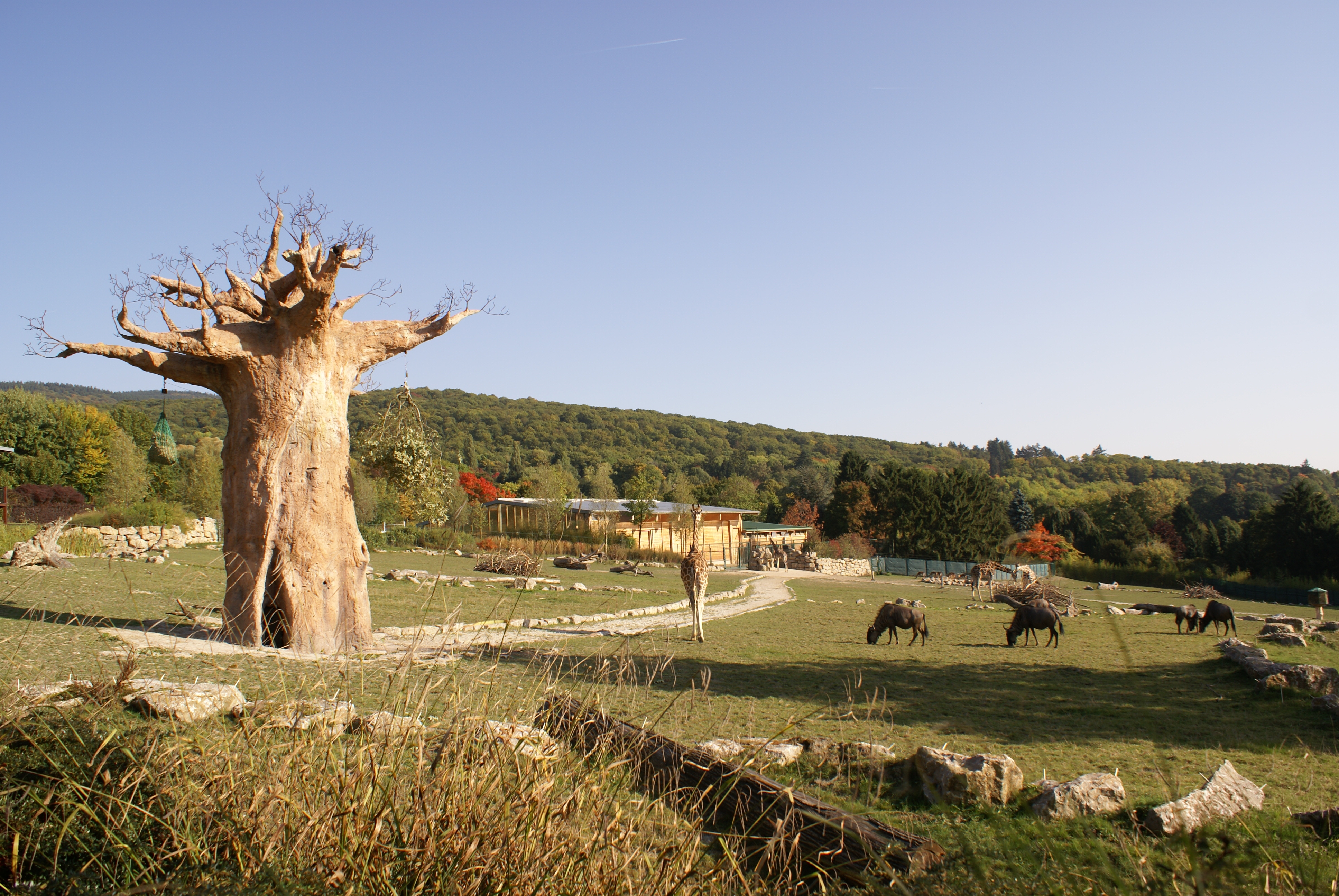
オペル動物園アフリカ・サバンナ・エリアの入り口

クローンベルクは、アクセンチュア、ブラウン、フィデリティ・インベストメンツといった多くの国際企業の所在地である。クローンベルクには、「リーディング・ホテルズ・オブ・ザ・ワールド」グループのシュロスホテル・クローンベルク（クローンベルク城館ホテル）がある。クローンベルクとケーニヒシュタインとの間には、アダム＝オペル創業者の孫であるゲオルク・オペルが設立した私立動物園を母体とするオペル動物園がある。果樹栽培では、特にクリとイチゴ畑で有名で、そのほかにもいくつか果樹園がある。

### 果樹栽培
クローンベルクには農業が盛んな時代があった。この地域では大変多くの果樹が栽培されており、特に1786年から1813年までクローンベルクで活動した牧師で果樹栽培研究者のヨハン・ルートヴィヒ・クリストの働きが顕著であった。組合方式の果樹管理会社やシャンツェンフェルトのマーケットホール（現存しない）が設立された。地域全体でたとえばイチゴは1950年代まで「クローンベルガー・エルトベーレン」（クローンベルクのイチゴ）という商標で流通していた。果樹園でのリンゴ栽培は重要で、アップルワインが作られている。「ケステ」とも呼ばれるクローンベルクの栗も忘れてはならない。ゲーテはここの栗をヴァイマルまで送らせていた。

### 交通

#### 道路
ヴィースバーデンからバート・ホムブルクへ通じる連邦道 B455号線がバイパス道路としてクローンベルクの北端を通っており、クローンベルクとアウトバーン A3号線および A661号線とを結んでいる。街の南側は A5号線および A66号線に通じている。

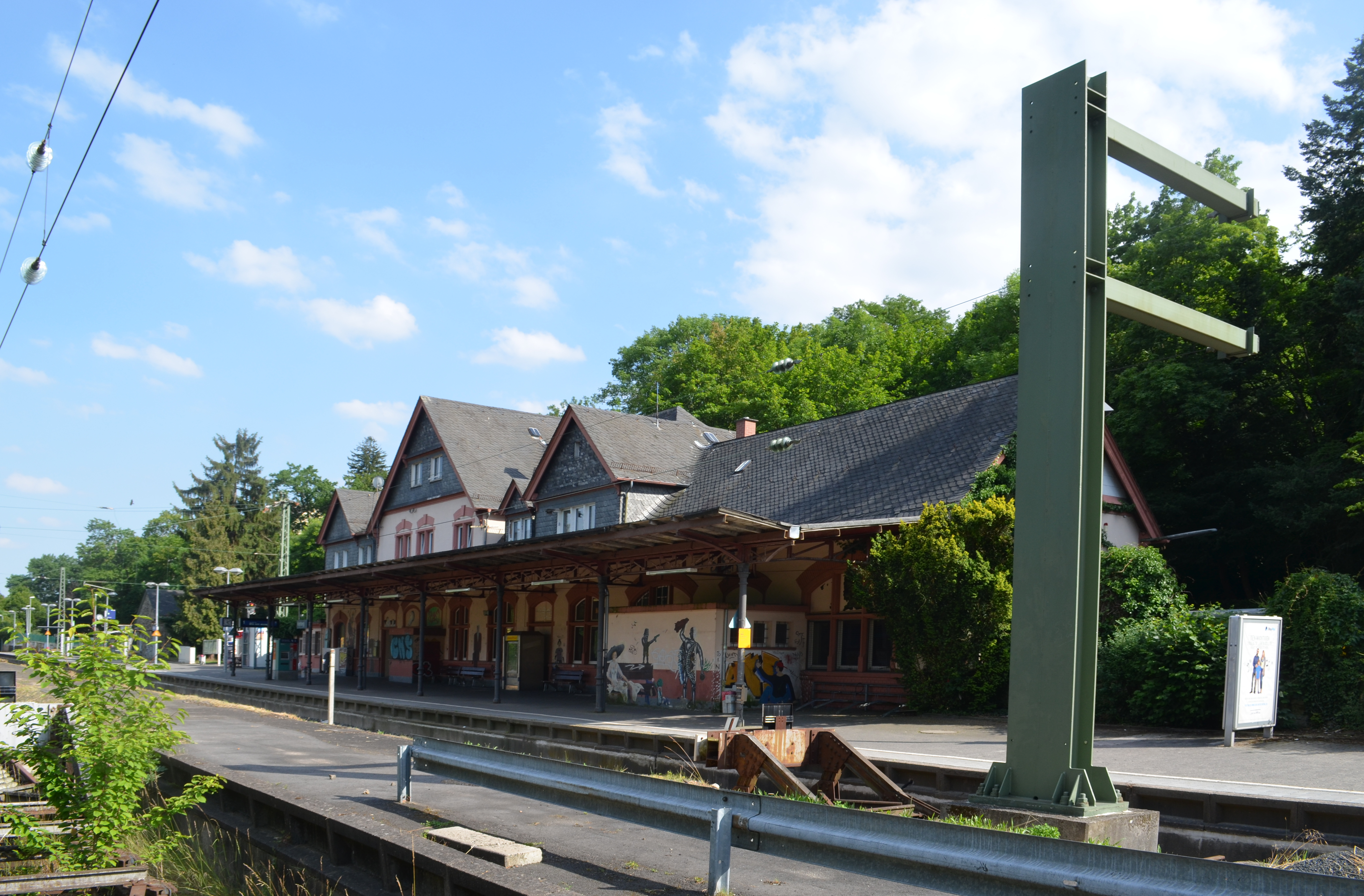
クローンベルク駅

#### 鉄道および公共旅客交通
クローンベルクはフランクフルトSバーン S4号線の終点である。この路線はクローンベルクとフランクフルト内市街、フランクフルト中央駅、エシュボルンを結んでいたクローンベルク鉄道の後継路線である。Sバーンはライン＝マイン交通連合に組み込まれている。
さらにクローンベルクには2001年から3つの路線からなる市バス網が存在する。これらのバスはSバーンと同様にライン＝マイン交通連合に組み込まれており、1年あたり約38万人を運んでいる。地理的に市バスがカバーしていない地域や運行時間外には乗合タクシーを利用する。また、地域バス路線がクローンベルクと近隣都市あるいはフランクフルト北西中心部とを結んでいる。
クローンベルクの市バスの営業初期には、市議会のみならず市民の間でも政治的な論争が起こった。原因は当初の承認要件を縮小した初期計画の誤りと、政治的多数派勢力が交替したことであった。その後（2011年）市バスはポジティブな地位を確立したものの、営業成績が悪いことから内市街の近郊交通縮小が議論されている。
2013年初めからフランクフルトの交通部局は、現在はフランクフルト＝プラウンハイムのヘール通りが終点となっている Uバーン U6号線の延伸について検討を行っている。フランクフルトの交通部局は、プロジェクトの具体的な調査・検討を行っている。これによりヘルフマン＝パルク産業地域に駅が設けられる可能性がある。エシュボルン市長によれば、これは「エシュボルンの地位をさらに向上させる」。このプロジェクトの詳しいスケジュールはまだ明らかでない。近い将来、エシュボルン、フランクフルト、オーバーウルゼルの代表とUバーンをテーマとした意見交換会議が持たれる。ホーホタウヌス郡のヘッセン緑の党は U6号線の延伸についてシュタインバッハとクローンベルクの駅設置を公言した。ホーホタウヌス郡のオーバーウルゼル市は長らく前からUバーンのU3号線によってフランクフルトの Uバーン網に接続している。

### メディア
- タウヌス＝ツァイトゥング
- クローンベルガー・ボーテ

### 託児施設、幼稚園
- 福音主義託児施設 アンダーラント・ウント・ラッペルキステ
- 福音主義幼稚園 アルケ・ノアー
- カトリック託児施設/保育園 聖ペーター・ウント・パウル・ウント・聖フィトゥス
- クローンベルガー・エルテルンが運営する「子供の家」
- クローンベルガー・ツヴァーゲンヴィラ
- モテッソーリ＝子供の家
- 市立託児施設/保育園 ヴィラ・ラッカー＝アッカー
- 市立託児施設/乳児院 プステブルーメ・ウント・シェーネ・アウスジヒト
- 森の幼稚園 クローンベルガー・ヴルツェルキンダー

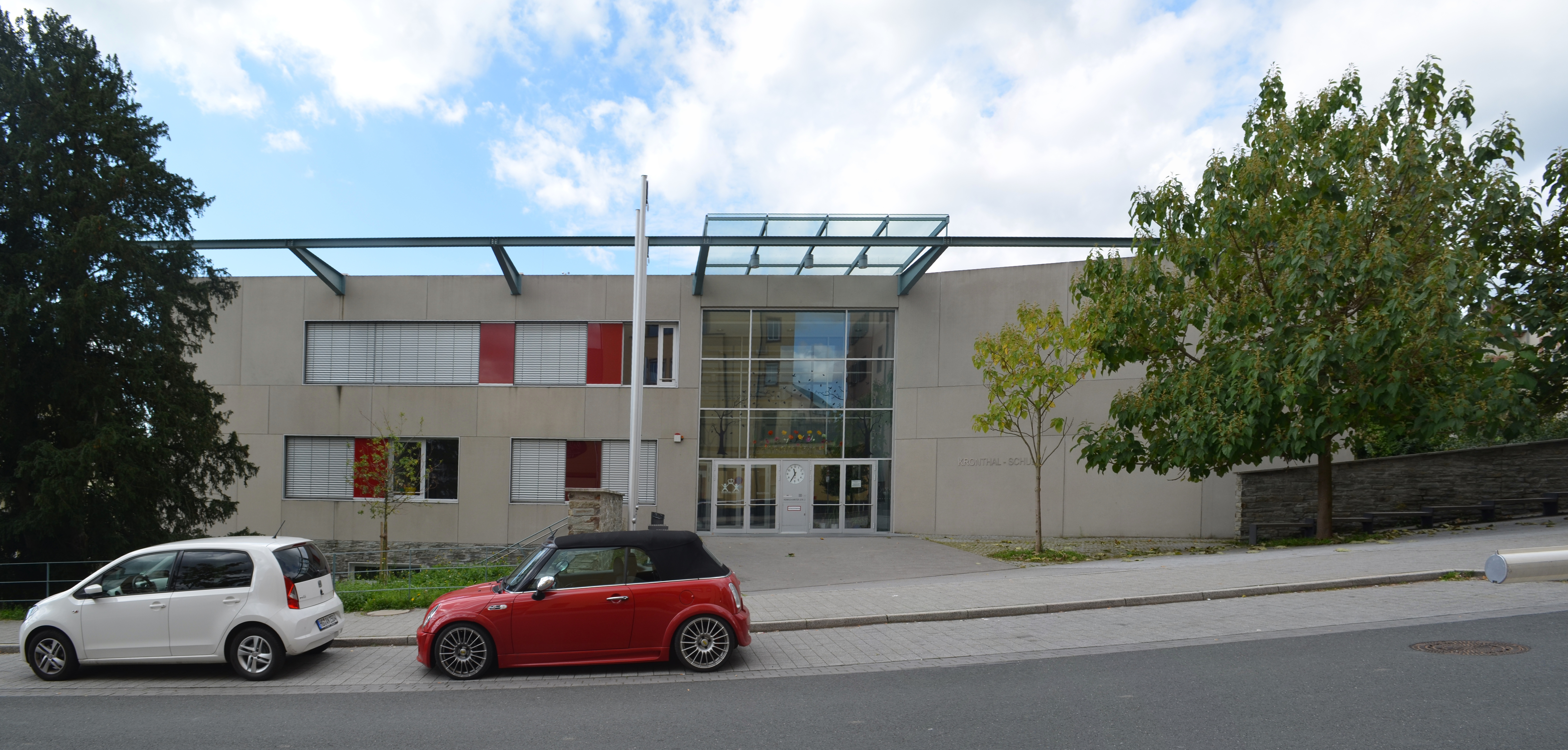
クローンタール＝シューレ

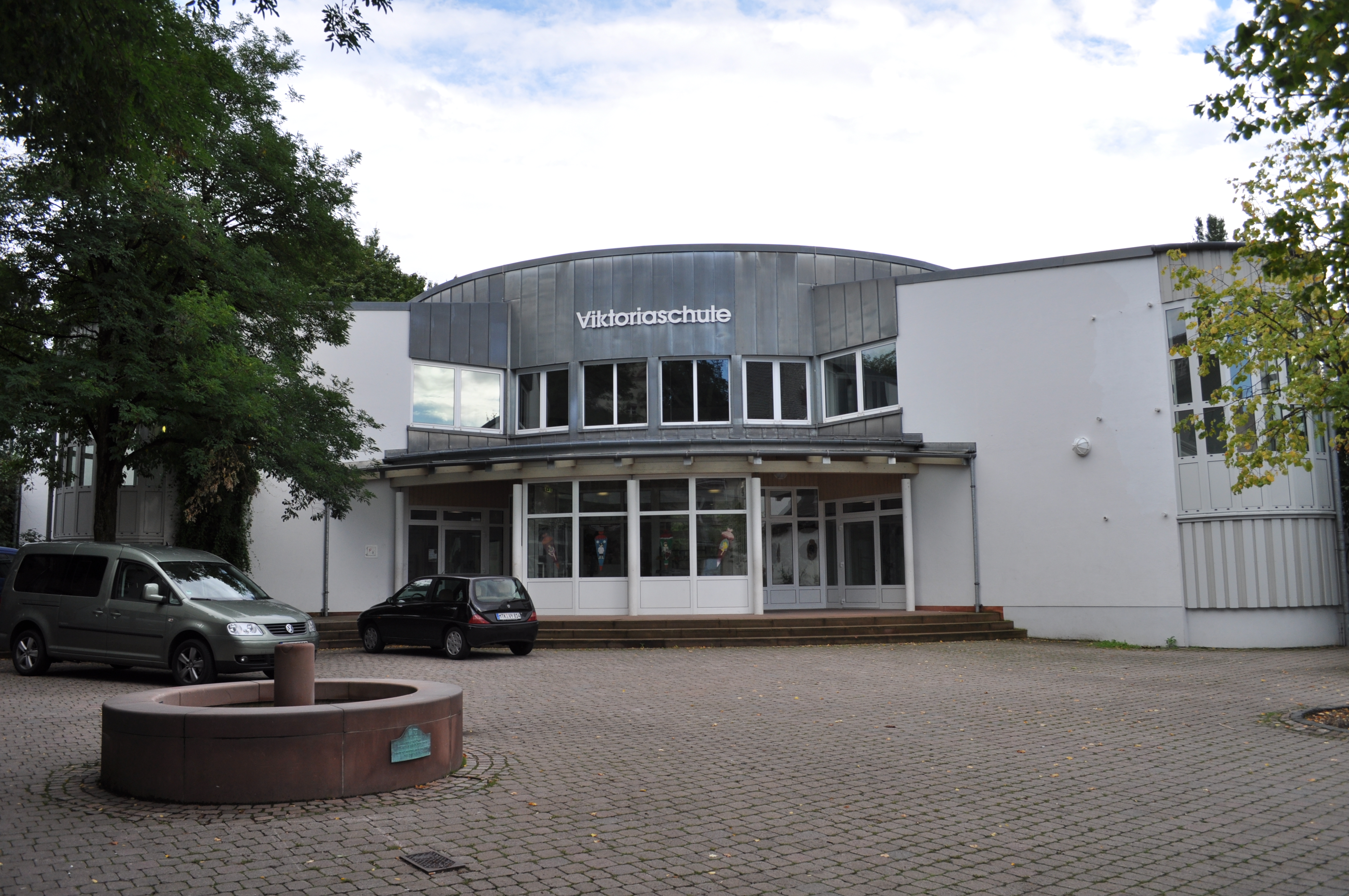
シェーンベルクのヴィクトリア＝シューレ

### 教育
- クローンベルク基礎課程学校 クローンタール=シューレ
- シェーンベルク基礎課程学校 ヴィクトリア＝シューレ
- オーバーヘーヒシュタット基礎課程学校 シェーネ・アウスジヒト
- アルトケーニヒシューレ ギムナジウム上級課程を含む総合学校
- モンテッソーリ＝シューレ
- DRK 老人介護学校
- フリッツ＝エンメル＝ハウス ガールスカウトおよびボーイスカウト連盟の青年教育施設

#### その他の教育施設
- ヘッセンおよびナッサウ福音主義教会の宗教教育学習センターが2012年10月までシェーンベルクにあった。
- フランツ＝ハインリヒ＝ウルリヒ＝ハウス ドイツ銀行の学習訓練センター

## 人物

### 出身者

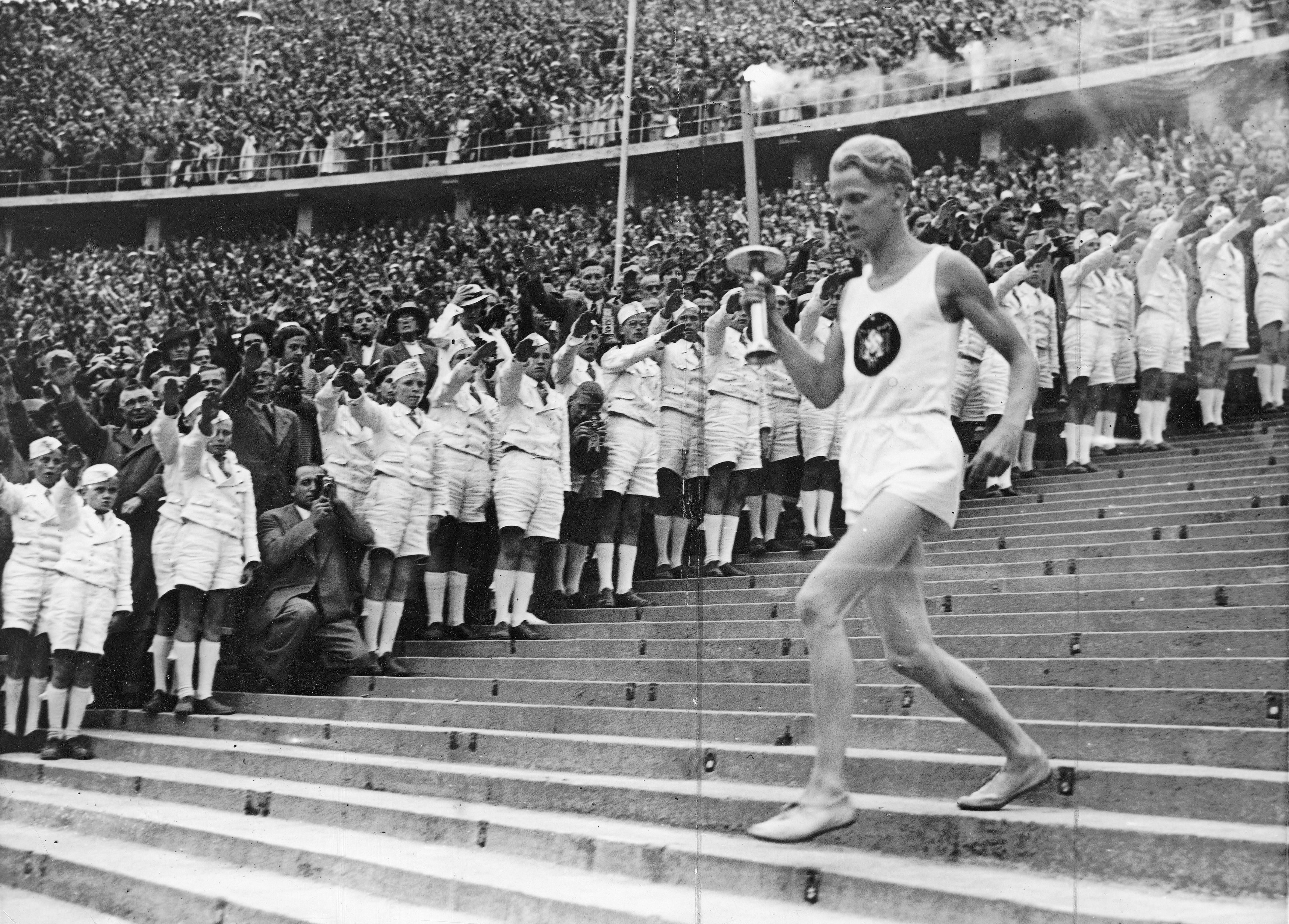
ベルリンオリンピックで最終聖火ランナーを務めるフリッツ・シルゲン

- ヴァルター・フォン・クローンベルク（ドイツ語版、英語版）（1477年 - 1543年）ドイツ騎士団総長
- ユリウス・ノイブロンナー（ドイツ語版、英語版）（1852年 - 1932年）薬剤師、ピジョン・フォトグラフの発明家、起業家、アマチュア写真家の先駆け
- フリッツ・シルゲン（1906年 - 2005年）陸上競技選手。1936年ベルリンオリンピックで初めて行われた聖火リレーの最終聖火ランナーを務めた
- アルフレート・ハルト（ドイツ語版、英語版）（1949年 - ）ミュージシャン

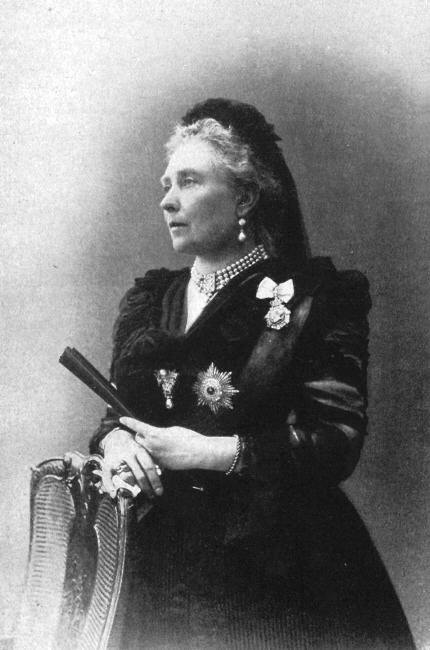
晩年のドイツ皇后ヴィクトリア

### ゆかりの人物
- ヨハン・ルートヴィヒ・クリスト（1739年 - 1813年）果樹研究者、昆虫学者
- ドイツ皇后ヴィクトリア（1840年 - 1901年）ドイツ皇帝フリードリヒ3世の皇后、ヴィルヘルム2世の母
- リカルダ・フーフ（ドイツ語版、英語版）（1864年 - 1947年）作家、詩人、哲学者、歴史学者
- マックス・ホルクハイマー（1895年 - 1973年）社会哲学者、フランクフルト学派の代表
- ヘルマン・ヨーゼフ・アプス（ドイツ語版、英語版）（1901年 - 1994年）銀行家
- ハンス・マットヘーファー（ドイツ語版、英語版）（1925年 - 2009年）政治家、連邦財務大臣（1978年 - 1982年）、連邦郵便・通信大臣（1982年）
- ヴァルター・ライスラー・キープ（ドイツ語版、英語版）（1926年 - 2016年）政治家
- ヨアヒム・フェスト（1926年 - 2006年）歴史家、ジャーナリスト、作家
- リーゼロット・リンゼンホフ（ドイツ語版、英語版）（1927年 - 1999年）馬場馬術選手、メキシコオリンピック団体優勝、ミュンヘンオリンピック個人優勝
- カール・オットー・ペール（ドイツ語版、英語版）（1929年 - 2014年）ドイツ連邦銀行総裁
- ディーター・ラムス（1932年 - ）インダストリアルデザイナー
- ペーター・ハントケ（1942年 - ）作家
- アドルフ・シュライヤー（1828年 - 1899年）画家、1895年にクローンベルクの名誉市民に選ばれる。
- ジャン＝クロード・トリシェ（1942年 - ）欧州中央銀行総裁
- ヨーゼフ・アッカーマン（ドイツ語版、英語版）（1948年 - ）銀行家
- アン・カトリーン・リンゼンホフ（ドイツ語版、英語版）（1960年 - ）馬場馬術選手、ソウルオリンピック団体優勝